# لودويغ إرنست هان
لودويغ إرنست هان (بالألمانية: Ludwig Ernst Hahn)‏ (و. 1820 – 1888 م) هو صحفي، وموظف مدني، وسياسي ألماني، ولد في فروتسواف، توفي في برلين، عن عمر يناهز 68 عاماً.

## مناصب
تولى منصب عضو مجلس النواب البروسي
.

## التعليم
تعلم في جامعة فروتسواف، وتعلم في جامعة هومبولت في برلين
.